# 衡阳县基督教堂
衡阳县基督教堂，2008年10月8日建成，面积达3234平方米。

## 历史沿革
衡阳县基督教会于1993年成立，之前没有教堂，在各教友家聚会，管理不便。
教会经一年多选址，选择了县城开发区的英陂五福塘葡萄园近6亩的场地。
教会从2005年8月份开始办理征地手续，2006年9月起进行报建工作。
2007年10月18日正式动工兴建，2008年10月8日，衡阳县基督教堂落成，耗资270万余元。